# Katharina von Fintel
Katharina von Fintel (* 3. Oktober 1964 in Göttingen) ist eine deutsche politische Beamtin (SPD). Seit Mai 2025 ist sie Staatsrätin der Behörde für Schule, Familie und Berufsbildung der Freien und Hansestadt Hamburg. Zuvor war sie von Dezember 2023 bis Mai 2025 Staatsrätin bei der Senatorin für Kinder und Bildung der Freien Hansestadt Bremen.

## Biografie
Von Fintel wuchs unter anderem in Delmenhorst auf. Sie studierte Chemie und Soziologie in Oldenburg und Hamburg. Außerdem ist sie ausgebildete Gebärdensprachdolmetscherin. Sie war auf verschiedenen Leitungspositionen in der Hamburger Behörde für Schule und Berufsbildung tätig. Vor ihrer Ernennung zur Bremer Staatsrätin im Dezember 2023 war sie Geschäftsbereichsleiterin am Hamburger Institut für Berufliche Bildung.
Von Dezember 2023 bis Mai 2025 war von Fintel Staatsrätin in der Bremer Senatsverwaltung für Kinder und Bildung. Im Mai 2025 wurde sie zur Staatsrätin in der Hamburger Behörde für Schule, Familie und Berufsbildung ernannt.
Von Fintel ist Mutter zweier Kinder.